# Whipped Cream
Whipped Cream var en pop/rock-musikgrupp från Göteborg, bildad 1989.
Debutalbumet, ...and other delights, höll många soniska och eteriska likheter med den pågående indiepop/drömpop- och shoegazescenen i Storbritannien, karakteriserad av band som My Bloody Valentine, Swervedriver och Slowdive. Redan på uppföljaren, Tune in the Century, hade gruppen lämnat denna ljudbild till förmån för ett tydligare fokus på folkrock med neo-psykedeliska influenser. 1994 släppte Whipped Cream sin sista platta, Horse Mountain, där bandet än en gång ändrade riktning med en generellt tuffare ljudbild och tung, gitarrbaserad 60-/70-talsrock.
25 augusti 1991 blev Whipped Cream det första svenska bandet som spelade in en "Peel Session" för John Peels BBC Radio 1-program "Peel Sessions".

## Medlemmar
- Jörgen Cremonese (sång, gitarr)
- Elisabeth Punzi (sång, gitarr)
- Jonas Sonesson (elbas)
- Lars-Erik Grimelund (trummor).

På deras sista skiva, Horse Mountain, spelade Fredrik Sandsten trummor.

## Diskografi
- 1991 – ...and other delights
- 1992 – Tune in the Century
- 1994 – Horse Mountain